# Millau
Millau (wymowaⓘ, mi.jo) – miejscowość i gmina we Francji, w regionie Oksytania, w departamencie Aveyron. W 2013 roku jej populacja wynosiła 23 123 mieszkańców. Przez gminę przepływa rzeka Tarn. Gmina położona jest na terenie Parku Regionalnego Grands Causses.

## Zabytki
Zabytki w miejscowości posiadające status monument historique:
- dzwonnica (fr. beffroi)
- dolmen Saint-Martin-du-Larzac 3
- kościół Matki Boskiej (fr. Église Notre-Dame)
- hala targowa (fr. halle)
- Hôtel de Galy
- Hôtel de Sambucy
- Hôtel de Sambucy de Miers
- pralnia Ayrolle (fr. Lavoir de l'Ayrolle)
- dom Marquès-Verdier (fr. Maison Marquès-Verdier)
- stary most (fr. Pont Vieux)
- stanowisko archeologiczne Graufesenque (fr. Site archéologique de la Graufesenque)
- świątynia protestancka (fr. Temple protestant)